# Trochoideomyces gracilicaulis
Trochoideomyces gracilicaulis är en svampart som beskrevs av Thaxt. 1931. Trochoideomyces gracilicaulis ingår i släktet Trochoideomyces och familjen Laboulbeniaceae.   Inga underarter finns listade i Catalogue of Life.